# Märchenhaus (Nikischplatz)

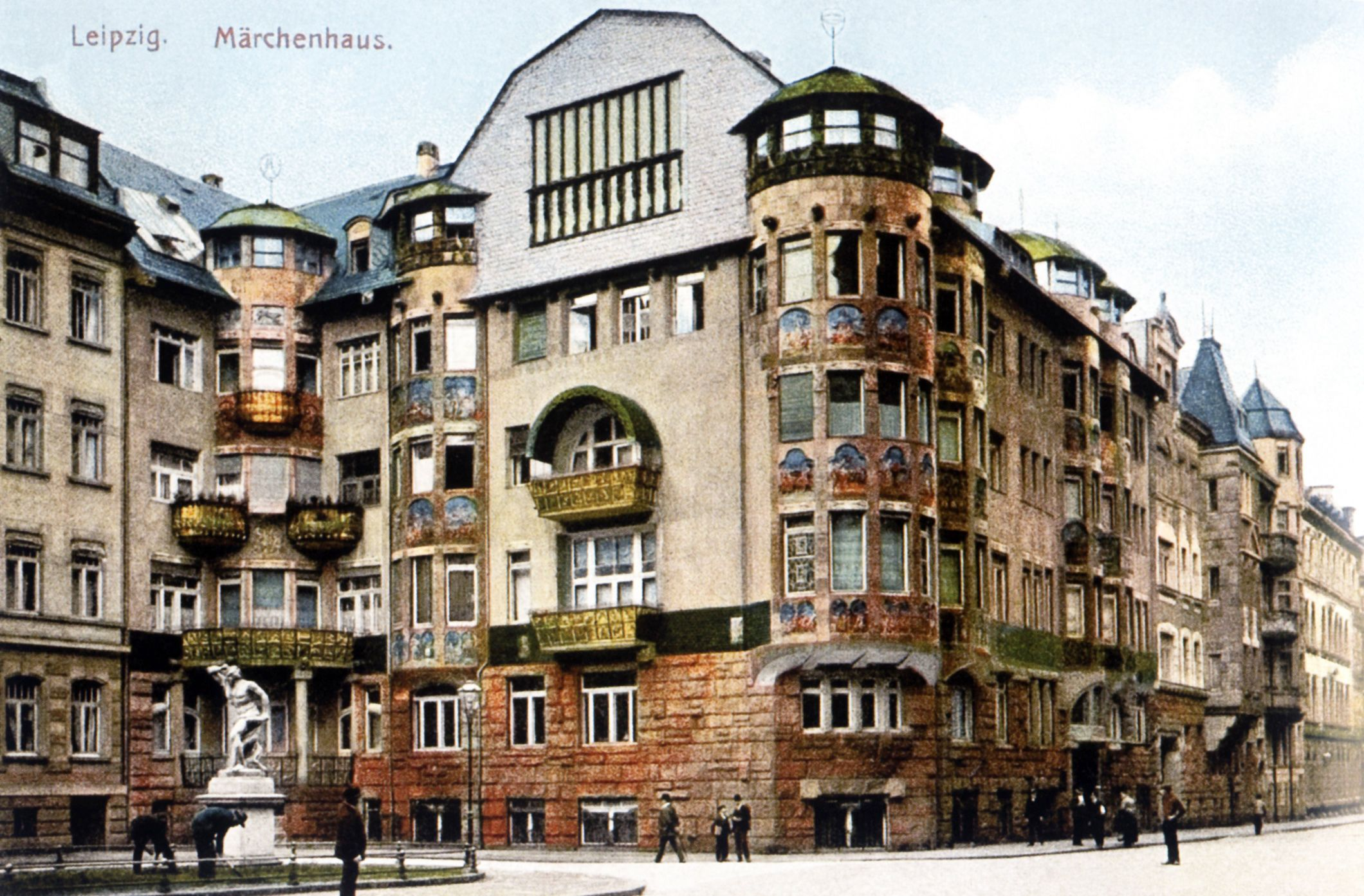
Das Märchenhaus (um 1910)

Das Märchenhaus war ein Wohnhaus im Jugendstil in der westlichen Vorstadt Leipzigs, das von 1907 bis 1943 existierte. Seinen Namen hatte es wegen seiner bildreichen Fassade.

## Geschichte
Ende des 19. Jahrhunderts wurde der ehemalige Lehmannsche Garten in der westlichen Vorstadt bebaut. Am Zusammentreffen von Bose- und Thomasiusstraße entstand ein Schmuckplatz, der spätere Nikischplatz, an dessen Südecke 1899/1900 das Künstlerhaus entstand.
Dem Künstlerhaus gegenüber, an der Einmündung der Thomasiusstraße errichtete von 1905 bis 1907 der Leipziger Architekt Raymund Brachmann (1872–1953), der auch der Besitzer des Anwesens war, ein Wohnhaus im Jugendstil mit der Adresse Thomasiusstraße 28. Die Fassade des Hauses war mit bildlichen Darstellungen geschmückt, was ihm sehr schnell den Namen „Märchenhaus“ eintrug. Der Name gewann bald offiziellen Charakter, denn er tauchte bereits 1910 im Leipziger Adressbuch als Bezeichnung des Gebäudes auf. Auch erschienen Postkarten des Hauses mit diesem Namen.

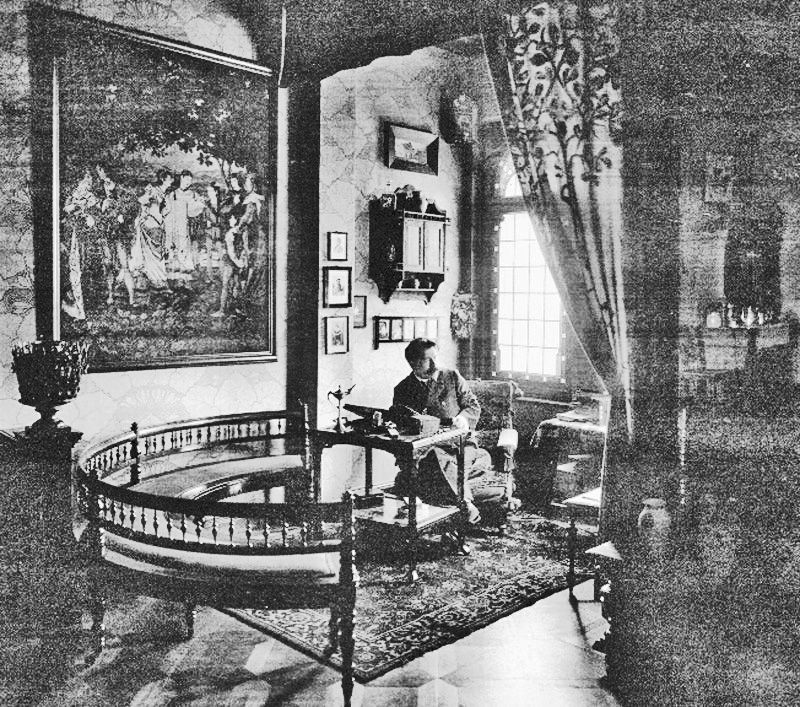
Arthur Nikisch in seiner Wohnung (um 1915)
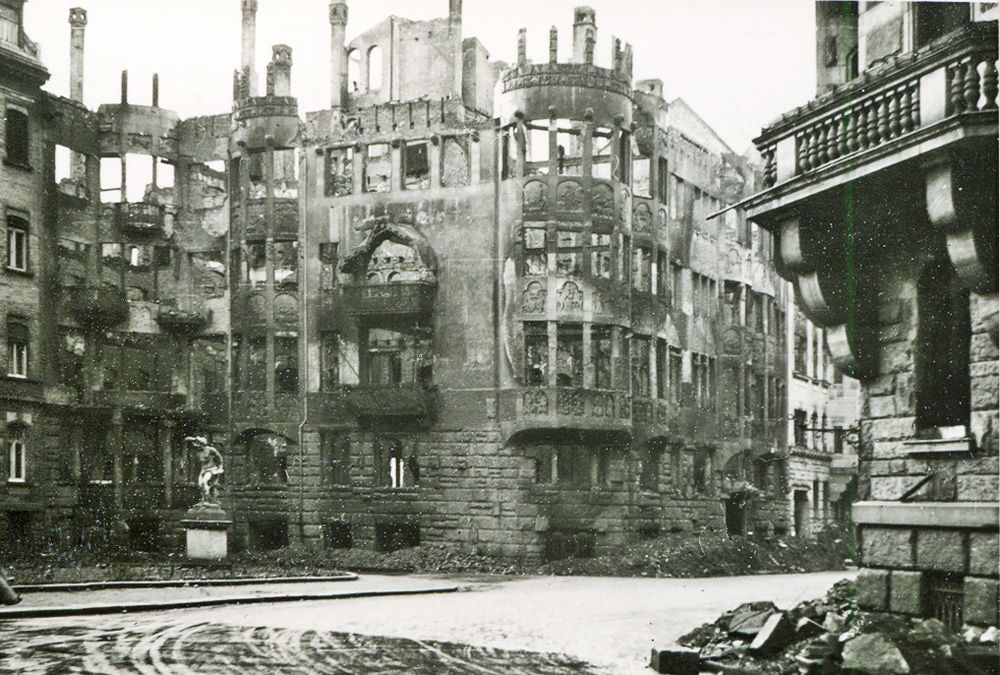
Die Ruine des Märchenhauses (1944)
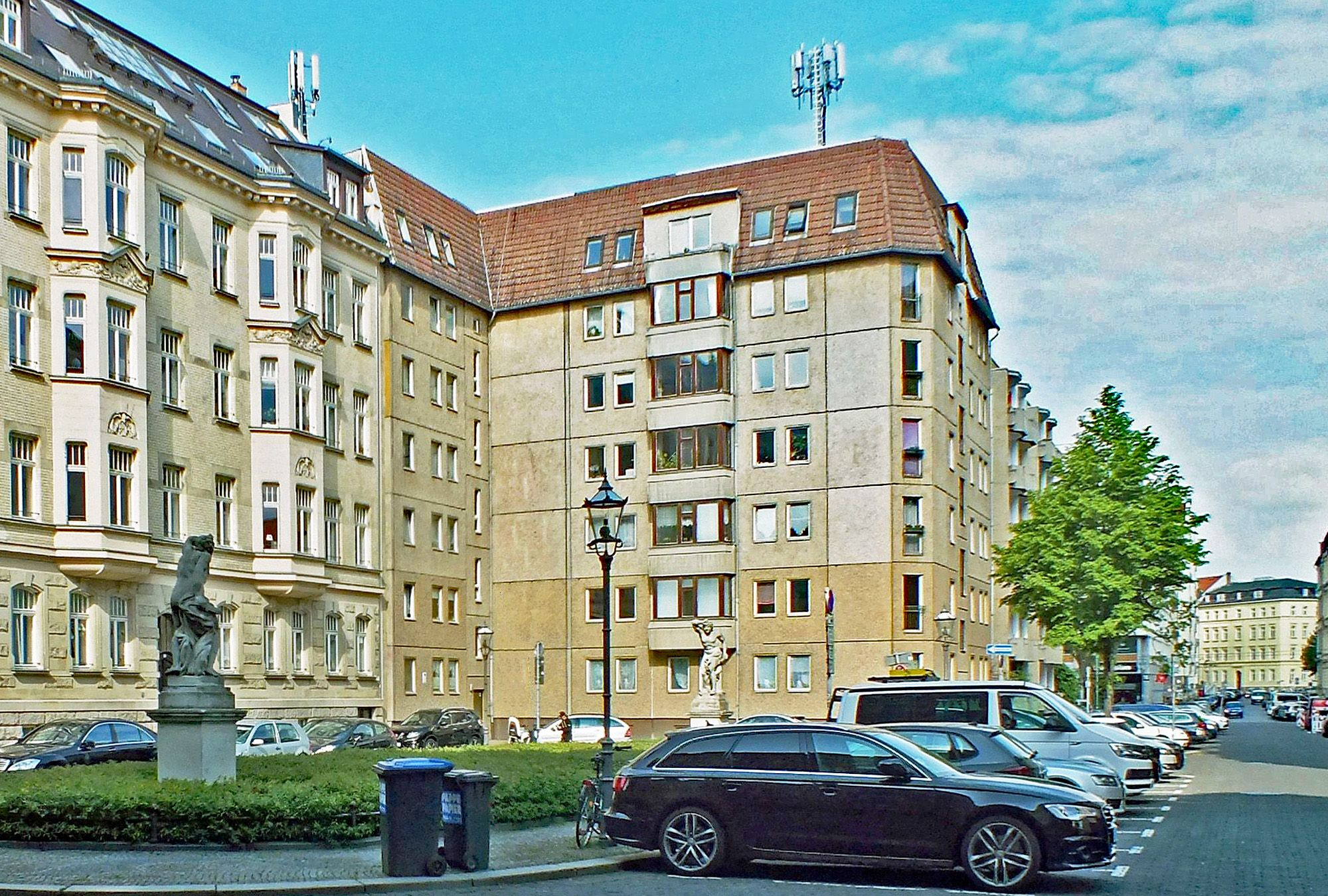
Der Nachfolgebau (2020)

Im Dachgeschoss mit Ateliers wohnten stets Kunstmaler, bis 1912 Otto Richard Bossert (1874–1919), Paul Horst-Schulze (1876–1937) und Hugo Steiner-Prag (1880–1945). Dann folgten für über 25 Jahre Rüdiger Berlit (1883–1939) und Eduard Einschlag (1879–1945), also der Ex- und der Impressionist Tür an Tür. In der dritten Etage wohnte bis zu seinem Tod im Jahr 1922 der Dirigent Arthur Nikisch (1855–1922), zu dessen Ehre im gleichen Jahr der Platz den Namen Nikischplatz erhielt.
Beim Luftangriff vom 4. Dezember 1943 auf Leipzig wurde auch das Märchenhaus getroffen und brannte aus. Nach dem Krieg kämpfte Raymund Brachmann mehrere Jahre erfolglos mit den städtischen Behörden um den Ausbau der statisch intakten Ruine, auch mit reduzierter Stockwerkzahl. Im Herbst 1951 begann der Abbruch. Danach blieb der Platz über 35 Jahre unbebaut. Ende der 1980er Jahre erfolgte die Lückenschließung durch Plattenbauten der WBS-70-Serie, die durch die Verwendung von Steildächern dem Charakter der umgebenden Altbauten etwas angepasst wurden.

## Beschreibung
Das Märchenhaus war ein auf einem L-förmigen Grundriss errichtetes viergeschossiges Gebäude. Die Fassade war durch Erker und Balkone reichlich gegliedert. Über einem hohen Sockel aus bossiertem Rochlitzer Porphyrtuff verlief im Fensterbrüstungsbereich  des ersten Obergeschosses ein aus blaugrünen glasierten Terrakottafliesen gestaltetes Band.
Die Erker trugen Keramikplatten, auf denen der Leipziger Bildhauer Johannes Hartmann  (1869–1952) Reliefs gestaltet hatte. Darauf waren im ersten Obergeschoss Persönlichkeiten des Leipziger Kulturlebens mit ihren Attributen dargestellt, etwa der Cellist Julius Klengel (1859–1933) mit seinem Instrument und der Architekt des Hauses mit einem Bauplan, allesamt Mitglieder eines von Max Klinger (1857–1920) im gegenüberliegenden Künstlerhaus ins Leben gerufenen Kegelvereins, der Freitagskegelei. Die oberen Etagen zeigten biblische Szenen und solche aus der Geschichte der Stadt Leipzig.
Die Balkone hatten Brüstungen aus vergoldeten schmiedeeisernen Gittern, und der hohe Giebel mit dem großen Atelierfenster war mit sächsischem Glimmerschiefer belegt. Weitere Schmuckelemente waren Tiere und Pflanzen sowie zwölf vollplastisch ausgebildete Fratzenköpfe.
Trotz der großen Geschossfläche von 750 m² waren in jeder Etage nur zwei Wohnungen vorgesehen. Das Märchenhaus besaß für das Treppenhaus einen kleinen Lichthof und als eines der ersten Wohnhäuser in Leipzig einen Personenaufzug.